# Apriona sublaevis
Apriona sublaevis là một loài bọ cánh cứng trong họ Cerambycidae.